# KZ Manager
KZ Manager é um nome compartilhado por muitos videogames de computador de gerenciamento de recursos semelhantes que colocam o jogador no papel de um comandante ou "gerente" de um campo de concentração nazista , onde os "recursos" a serem gerenciados incluem, dependendo da versão do jogo, prisioneiros ( judeus , turcos ou ciganos ), suprimentos de gás venenoso , dinheiro "normal" e vários equipamentos, bem como "opinião pública" sobre a "produtividade" do campo. 
O jogo foi abordado pelo Departamento Federal Alemão de Mídia Prejudicial aos Jovens, o que significa que é proibido distribuir o jogo na Alemanha devido a clara referência ao nazismo.